# Anthomyia angelicae
Anthomyia angelicae är en tvåvingeart som först beskrevs av Christian Rudolph Wilhelm Wiedemann 1817.  Anthomyia angelicae ingår i släktet Anthomyia och familjen blomsterflugor.
Artens utbredningsområde är Tyskland. Inga underarter finns listade i Catalogue of Life.